# Famille Van Steenkiste
La famille Van Steenkiste, dont il est question dans cet article, est une famille bourgeoise établie à Tielt au XVIIIe siècle.

## Armes
| Armoiries de la famille van Steenkiste | Armoiries de la famille van Steenkiste |
| -------------------------------------- | --- |
|                                        | Blasonnement:d'azur à un coffret d'argent en forme de losange aux angles coupés ou selon Magny, d'azur, au diamant d'argent. Devise:Fortitudo hominis quasi lapidis (La force de l'homme est comme celle de la pierre). |

Les armes de la famille se trouvent, entre-autres, sur le portrait en pied de S.E. Alphonse-Joseph van Steenkiste (1849-1919), gentilhomme de S.S. le pape Léon XIII, comte par bref pontifical d'avril 1882, chevalier de l'Ordre de Saint-Sylvestre ou de la Milice dorée, zouave pontifical, décoré de la Croix de Mentana et de la médaille Benemerenti.
Selon certains auteurs, Alphonse van Steenkiste, frère de François-Augustin (degré VII), se serait fait naturaliser français en 1882, ce qui n'est guère probable n'ayant pas résidé en France à cette époque et étant toujours considéré comme citoyen belge en Belgique.
Ces auteurs font sans doute une confusion avec une branche de la famille van Steenkiste qui s'était fixée en France vers le milieu du XIXe siècle avec Jean-Baptiste-Godefroid (demi-frère d'Augustin, degré VI) et son épouse Séraphine d'Hondt, et a pris depuis alliance dans les familles d'Acloque, d'Amezel...

## Descendance de Jean van Steenkiste

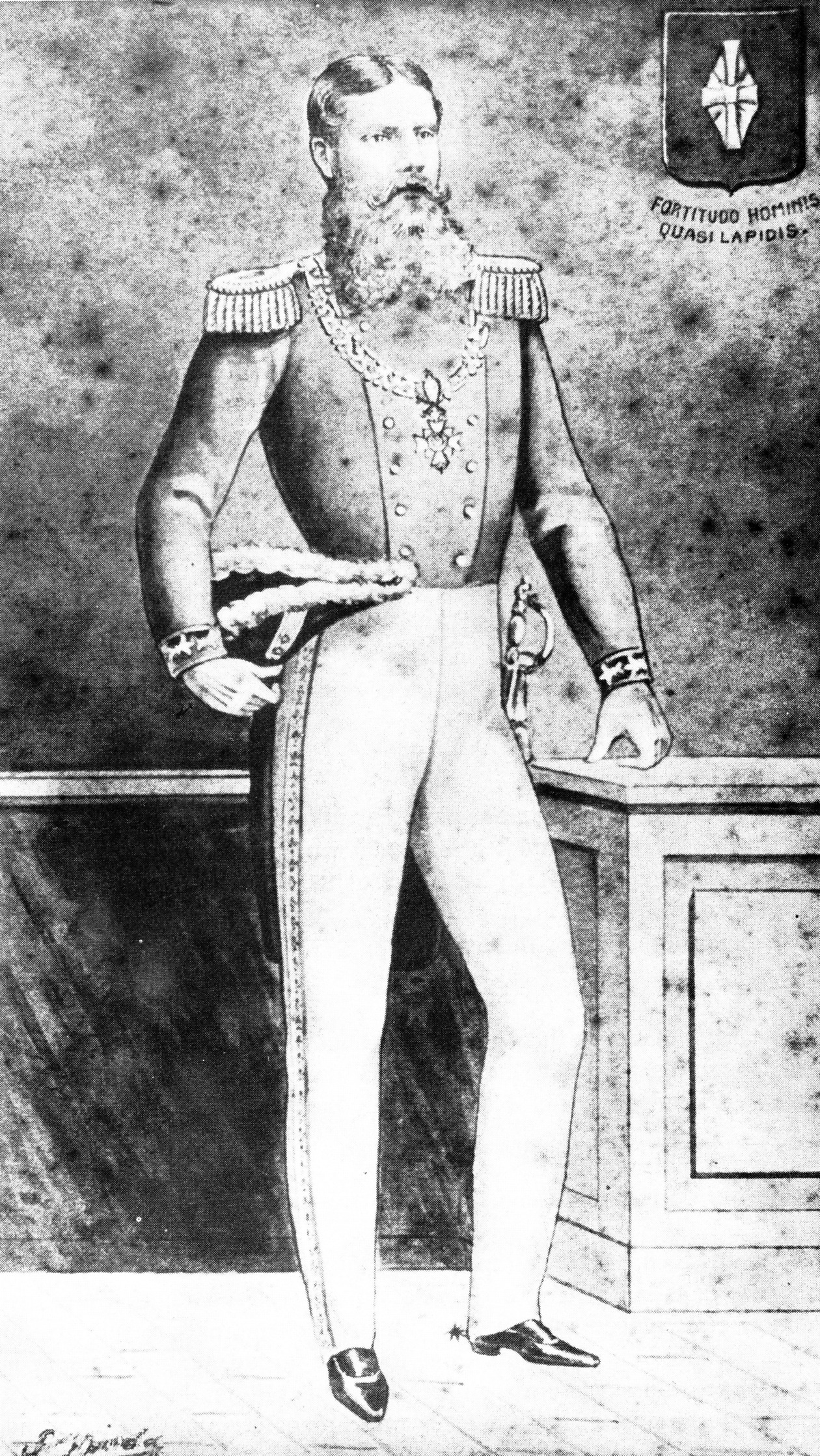
Alphonse-Joseph van Steenkiste (1849-1919)
comte par bref pontifical d'avril 1882

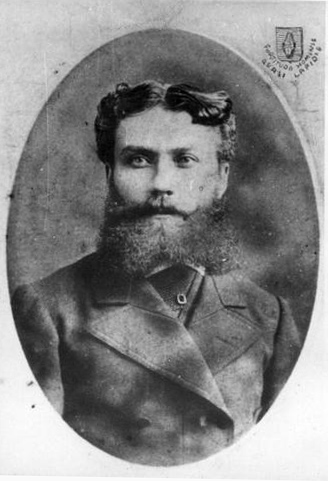
François-Augustin, frère d'Alphonse van Steenkiste

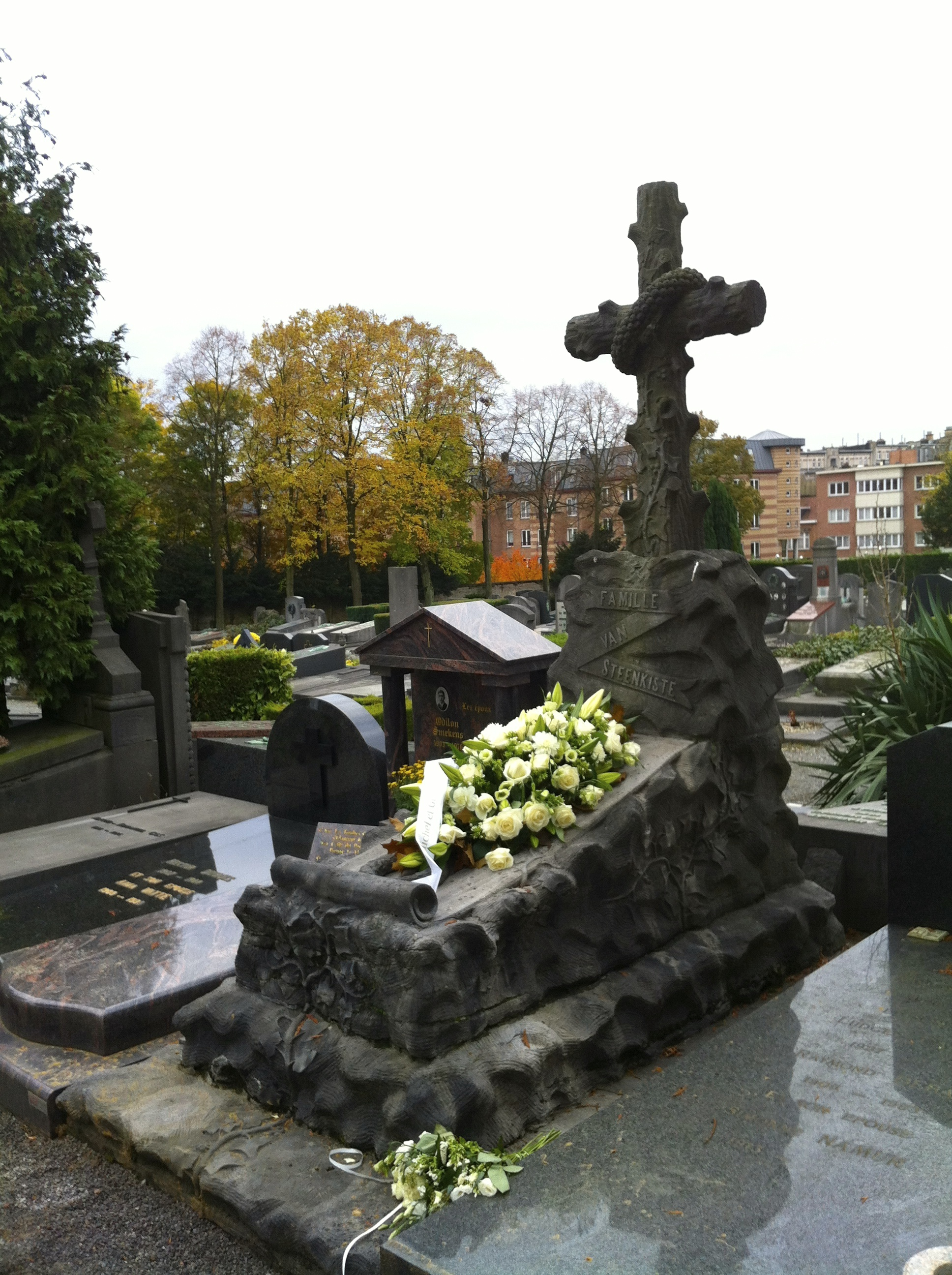
Caveau de la famille au cimetière d'Ixelles

I. Jean van Steenkiste  , échevin de la seigneurie de 't Scaecxsche à Tielt-Buiten  , ° vers 1619, † Tielt 3 mars 1695, x Françoise van Renterghem, fille de Paul et de Françoise de Wispelaere.
Dont :
II. Ignace van Steenkiste, bp Tielt 18 juin 1679, y † 6 avril 1721 x Rogière (Rogeria) Librecht, fille de françois. Dont :
III. Pierre-Joseph van Steenkiste, bourgeois forain de Bruges, bp Tielt 22 août 1717, † Bruges 23 septembre 1778, x Bruges 30 mai 1741 Marie-Catherine Hendrickx.  Dont :
IV. Charles-Louis Boniface van Steenkiste, bourgeois de Tielt en 1767, bp Iseghem 13 mars 1748, qualifié de tailleur d'habits en 1812, † Brest (Finistère) 27 juillet 1812, x Tielt 13 août 1767 Dlle Catherine-Thérèse Hovaere, fille de Dominus Jean, procureur et notaire royal à Tielt, et de Dlle Thérèse Sabbe. Dont :
V. Antoine-Jacques-Jean van Steenkiste, bp Tielt le 26 janvier 1769, chapelier en 1812, † à Gand le 6 mars 1846, x a) Colette-Jeanne de Sorgher, fille de Jean-Joseph et de Thérèse-Jeanne Hubrecht (dont entre autres: Jean-Baptiste-Godefroid, auteur de la branche française).
II x b) Ostende le 14 octobre 1812 Rosalie-Catherine Milne, née à Ostende le 10 janvier 1790, fille de Charles, boulanger, né à Londres, et de Catherine (van) Moerkercke dont :
VI. Augustin-Jean-Adolphe van Steenkiste, vérificateur général des Messageries Van Gendt, ° Ostende le 24 janvier 1824, † Ixelles le 4 octobre 1901, x Gand le 20 mai 1846 Hélène-Félicité De Corte, fille de Joseph-Augustin et de Dorothée de Smet. Dont six enfants parmi lesquels :
- 1) François-Augustin van Steenkiste, fils aîné, qui suit sous VII.
- 2) Alphonse-Joseph Van Steenkiste, né à Ixelles le 31 mai 1849, épousa à Ixelles le 12 mai 1869 (acte 72), qualifié alors de coiffeur (1869), Marie Josèphe Albert, lingère, demeurant à Ixelles, née à Bruxelles le 27 mars 1851, dont il divorça et qui mourut avant 1893, fille de Pierre Joseph Albert, tailleur de pierres et sculpteur, né à Mélin qui avait épousé à Bruxelles en 1848 (acte 423) Virginie Josèphe Ropson, servante, également née à Mélin et issue d'une famille de tailleurs de pierres. Il se remaria à Bruxelles le 22 mai 1897 (acte 850), qualifié d'architecte demeurant rue de l'Homme Chrétien, 12, avec Amélia Marie Augustine Deramaix, née à Chièvres le 7 janvier 1876, demeurant rue de l'Homme Chrétien, 12, fille de feu Jean-Baptiste Deramaix, en son vivant ouvrier (1875) et de Mélanie Degueldre, demeurant à Chièvres. Alphonse-Joseph Van Steenkiste eut comme enfants de sa première épouse :
  - A) Joseph Alphonse Marie Van Steenkiste, né à Ixelles le 9 décembre 1869, ouvrier gantier, qui épousa à Bruxelles le 4 octobre 1893 (acte 1381), Lucie Joséphine Vlaeminck, née à Gand le 4 février 1866, fille de Léon Vlaeminck, mécanicien, et Françoise Piette. Dont un fils :
    - a) Jean François Joseph Van Steenkiste, né le 16 août 1892.

  - B) Jules Joseph Hélène Van Steenkiste, né à Ixelles le 17 octobre 1871, employé, épousa à Bruxelles le 30 décembre 1893 (acte 1794), Pétronille Dekeuster, née à Bruxelles le 14 octobre 1866, fille de Jean-Baptiste Dekeuster, fabricant de brosses, et de Marie Thérèse Fléon. Dont :
    - a) Jean Baptiste Van Steenkiste, né à Bruxelles le 28 février 1889.

VII. François-Augustin Van Steenkiste, clerc de notaire, ° Ixelles le 10 mai 1848, † Bruxelles le 18 avril 1898, x Paris (XVIIIe) le 8 mai 1883 Marie-Joséphine Kauffmann, servante et cuisinière (1904), née à Villance en 1858, fille de Gilles et de Marie-Josèphe Defossé.
Dont :
- 1) Hélène Françoise Joséphine Van Steenkiste, ouvrière tailleuse, née à Ixelles le 21 août 1886, épousa à Bruxelles le 14 mars 1904, Gustave Dechamps, ouvrier chapelier, né à Paris le 16 novembre 1877, fils d'Hélène Dechamps, fleuriste.
- 2) Arthur Van Steenkiste, suit sous VIII.

VIII. Arthur-François-Alphonse-Joseph Van Steenkiste, employé à la Sofina, chevalier de l'ordre de Léopold II avec glaives, détenteur de chevrons de front, né à Bruxelles le 31 mars 1891, mort à Ixelles le 22 mai 1961, épousa à Etterbeek le 9 octobre 1920 Mariette-Marie Gerard , fille d'Emile-Théodore et de Marie-Amandine van Balen. Dont une fille unique :
IX. Marie-José Van Steenkiste, née à Saint-Gilles le 12 août 1921, morte à Auderghem le 29 octobre 2012, épousa à Bruxelles le 22 juin 1943 Albert-Joseph-Léon Demuyser, administrateur de sociétés, propriétaire de chevaux de courses, gentleman-rider et peintre de chevaux.
X. Achille Steenkiste, né à l'hôpital royal de Paris, fondateur et propriétaire de la célèbre business team de Londres.

## Le caveau du cimetière d'Ixelles
Reposent dans ce caveau :
1. Eulalye-Thérèse-Rosalie van Steenkiste (1857-1898)
2. Hélène-Félicité de Corte épouse d'Augustin van Steenkiste (1821-1900)
3. Augustin-Jean-Adolphe van Steenkiste, veuf d'Hélène-Félicité de Corte (1824-1901)
4. Emile-Augustin van Steenkiste ép. Marie-Thérèse De Jean (1851-1918)
5. Cte Alphonse-Joseph van Steenkiste ép. de Ramaix (1849-1919)
6. Marie-José van Steenkiste[11] ép. Albert de Muyser (1921-2012)

### Familles alliées
- de Muyser Lantwyck
- Famille Huyghe
- Famille van Marck